# Nottjärnen (Fryksände socken, Värmland, 669408-133994)
Nottjärnen är en sjö i Torsby kommun i Värmland och ingår i Göta älvs huvudavrinningsområde. Sjön har en area på 0,0912 kvadratkilometer och ligger 203 meter över havet. Sjön avvattnas av vattendraget Rattån.

## Delavrinningsområde
Nottjärnen ingår i det delavrinningsområde (669359-134047) som SMHI kallar för Utloppet av Rattsjön. Medelhöjden är 267 meter över havet och ytan är 11,69 kvadratkilometer. Det finns inga avrinningsområden uppströms utan avrinningsområdet är högsta punkten. Rattån som avvattnar avrinningsområdet har biflödesordning 4, vilket innebär att vattnet flödar genom totalt 4 vattendrag innan det når havet efter 397 kilometer. Avrinningsområdet består mestadels av skog (69 procent). Avrinningsområdet har 1,56 kvadratkilometer vattenytor vilket ger det en sjöprocent på 13,3 procent.